# Panzergruppe Afrika
Il Panzergruppe Afrika fu una grande unità costituita da corpi d'armata dell'Esercito tedesco  e del Regio Esercito italiano durante la seconda guerra mondiale.

## Storia
Durante l'estate del 1941 l'OKW prese la decisione di potenziare la struttura di comando in Africa settentrionale creando un nuovo quartier generale chiamato Panzergruppe Afrika istituito il 1º settembre 1941. Il Panzergruppe controllava il Deutsches Afrikakorps grande unità dell'esercito tedesco approntata e inviata nel febbraio del 1941 in Libia, con lo scopo di sostenere le forze italiane messe a dura prova dall'8ª armata britannica sul fronte del Nordafrica, oltre ad alcune unità aggiuntive tedesche che erano state mandate in Africa, nonché la maggior parte delle unità italiane presenti nel Nordafrica, anche se alcune unità sono rimaste fuori dal suo comando..
Il comando del nuovo quartiere generale venne conferito al comandante dell'Africa Korps, il Generaloberst (Colonnello generale) Erwin Rommel.
Il Panzergruppe Afrika era all'incirca equivalente a quello di un'armata, e infatti venne ribattezzato come Panzerarmee Afrika il 30 gennaio 1942.

## Organizzazione
Comandante
| Grado                                                      | Nome         | Dal              | Fino al         |
| ---------------------------------------------------------- | ------------ | ---------------- | --------------- |
| General der Panzertruppe (Generale delle truppe corazzate) | Erwin Rommel | 1 settembre 1941 | 30 gennaio 1942 |

Capo di Stato maggiore
| Grado                           | Nome         | Dal              | Fino al         |
| ------------------------------- | ------------ | ---------------- | --------------- |
| Generalmajor (Maggior generale) | Alfred Gause | 1 settembre 1941 | 30 gennaio 1942 |

## Operazioni

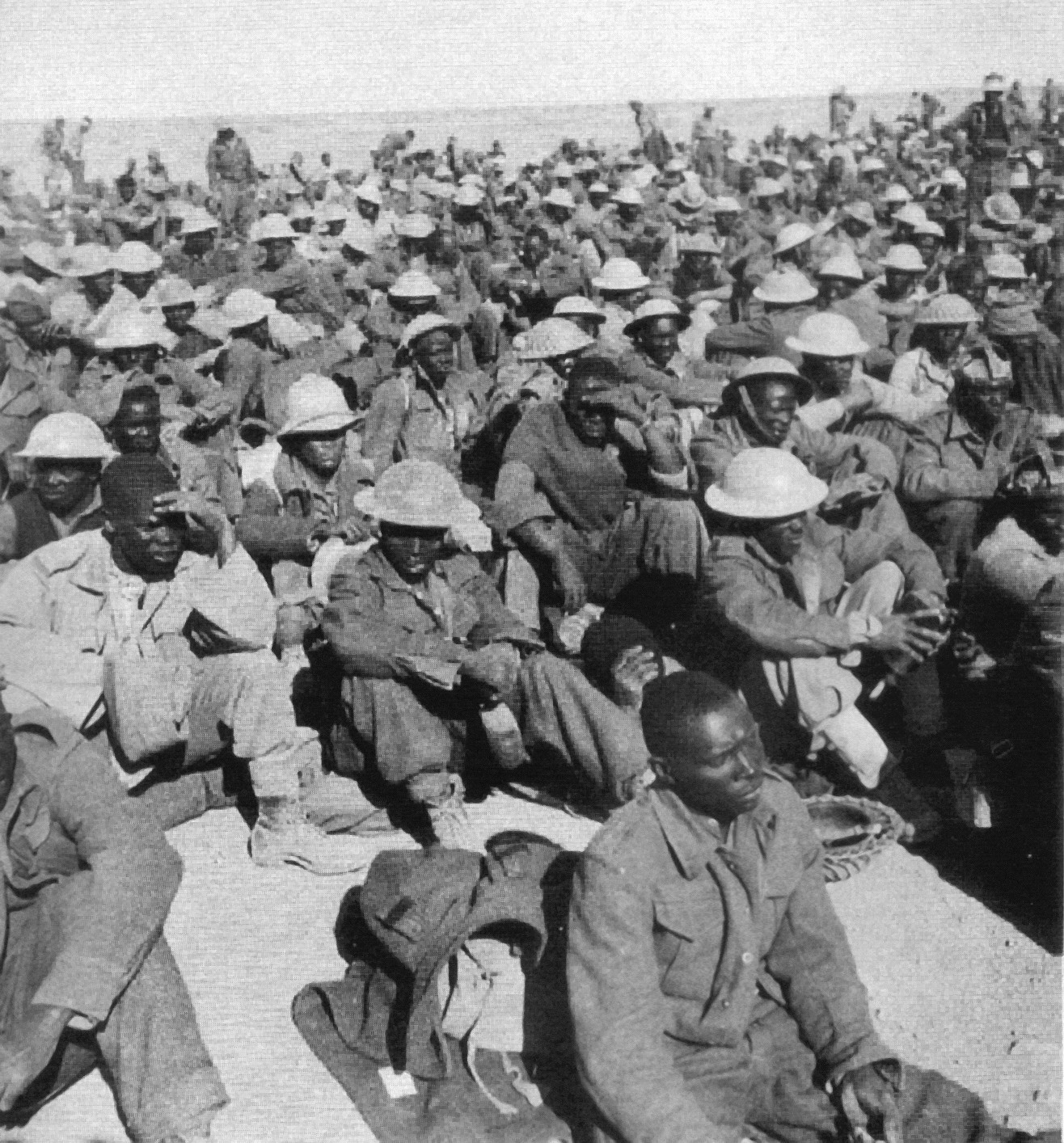
Prigionieri del Commonwealth catturati nel novembre 1941 dalle truppe italo-tedesche in Africa settentrionale

Il 'Panzergruppe Afrika ha affrontato l'offensiva inglese lanciata con l'Operazione Crusader dal generale Claude Auchinleck nel novembre-dicembre 1941, per liberare Tobruch che era stata conquistata il 21 gennaio 1941 dalle truppe britanniche australiane, dall'fortezza assedio  delle forze dell'Asse costringendo, dopo una serie di micidiali e confuse battaglie di carri nel deserto dall'esito alterno, alla ritirata le truppe dell'Asse, ma subendo un forte logoramento e non riuscirono a sfruttare la vittoria permettendo al nemico di sfuggire e continuare a combattere, tanto che in poche settimane i britannici, sorpresi da un nuovo attacco di Rommel, sarebbero stati costretti ad abbandonare una parte del territorio libico conquistato.
Nel corso di questa offensiva il 23 novembre 1941 venne combattuta quella che viene considerata la più grande carica di mezzi corazzati avvenuta sul teatro di guerra dell'Africa Settentrionale: la battaglia di Sidi Razegh, detta anche Battaglia di Totensonntag (la domenica dei morti) poiché venne combattuta il giorno in cui i protestanti tedeschi ricordano i defunti e viene celebrata in novembre, l'ultima domenica prima dell'Avvento.
Dopo una nuova battaglia a Sidi Rezegh Rommel ripiegò sulla linea di Ain el-Gazala. Il 2 gennaio 1942 la guarnigione italo-tedesca di Bardia si arrese agli alleati, seguito da un'altra resa, non senza cruenti scontri, della guarnigione attestata sul passo di Halfaya, con la 55ª Divisione fanteria "Savona" che in conseguenza della resa e delle gravi perdite subite venne sciolta il 17 gennaio 1942. L'8ª Armata britannica, cogliendo l'occasione, riuscì a raggiungere Gazala, ma così facendo aveva allungato troppo la propria linea di approvvigionamento, e il 21 gennaio Rommel, riprendendo il vecchio stile che gli era valso il soprannome di "volpe del deserto", lanciò un improvviso contrattacco prendendo letteralmente di sorpresa le forze britanniche che ritenevano di trovarsi di fronte ad un nemico ormai prossimo alla sconfitta.
Tobruch sarebbe stata riconquistata dalle forze dell'Asse, dopo il ripiegamento invernale, il 21 giugno 1942, dopo la vittoriosa battaglia di Ain el-Gazala e dopo che il Panzergruppe Afrika il 30 gennaio era stato ribattezzato Panzerarmee Afrika.

## Ordine di battaglia
Panzergruppe Afrika
- Deutsches Afrikakorps
  - 15. Panzer-Division
  - 21. Panzer-Division
  - Division z.b.V. "Afrika"
- X Corpo d'armata italiano
- XX Corpo d'armata italiano
- Corpo d'armata di manovra italiano